# Andobana
Andobana es un  género  de lepidópteros perteneciente a la familia Noctuidae. Es originario de África y Madagascar.

## Especies
- Andobana duchesnei (Viette, 1959)
- Andobana multipunctata (Druce, 1899)